# Jean-François Denjoy
Jean-François Denjoy est un homme politique français né le 16 juin 1809 à Lectoure (Gers) et mort le 5 septembre 1860 à Bordeaux (Gironde).
Avocat, puis inspecteur de l'enseignement primaire dans le Gers en 1833, il revient au barreau à Auch, en 1836. Il est sous-préfet de Loudéac en 1844 puis de Lesparre en 1847. Il est député de la Gironde de 1848 à 1851, siégeant à droite. Il est conseiller général de 1849 à 1860 et conseiller d’État de 1852 à 1860.

### Sources
- « Jean-François Denjoy », dans Adolphe Robert et Gaston Cougny, Dictionnaire des parlementaires français, Edgar Bourloton, 1889-1891 [détail de l’édition]
- Les papiers personnels de Jean-François Denjoy sont conservés aux Archives nationales, site de Pierrefitte-sur-Seine, sous la cote 656AP : Inventaire du fonds.